# The Survivors' Suite
The Survivors' Suite è un album in studio del musicista statunitense Keith Jarrett, pubblicato nel 1977.

## Tracce
1. The Survivors' Suite: Beginning - 27:21
2. The Survivors' Suite: Conclusion - 21:18

## Formazione
- Keith Jarrett - piano, sassofono soprano, celesta, batteria, recorder
- Dewey Redman - sassofono tenore, percussioni
- Charlie Haden - basso
- Paul Motian - batteria, percussioni